# Christophe Dugarry
Christophe Dugarry, né le 24 mars 1972 à Lormont, est un footballeur international et consultant sportif français.
Formé aux Girondins de Bordeaux, il atteint la finale de la Coupe de l'UEFA en 1996 avec deux autres futurs champions du monde, Zinedine Zidane et Bixente Lizarazu. Il joue ensuite au Milan AC, au FC Barcelone avec qui il remporte la Supercoupe d'Espagne en 1998, à l'Olympique de Marseille avec lequel il dispute une nouvelle finale de Coupe de l'UEFA puis retourne dans son club formateur, au Girondins de Bordeaux où il remporte la Coupe de la Ligue en 2002. Il termine sa carrière à Birmingham City puis au Qatar SC. 
Il compte 55 sélections avec l'équipe de France et remporte la Coupe du monde 1998, le Championnat d'Europe en 2000 et la Coupe des Confédérations 2001.
Il devient par la suite consultant sur Canal+ où il commente régulièrement les matches de football jusqu'en juin 2016, puis il intègre les rangs de RMC Sport et anime tous les jours Team Duga sur RMC de 2016 à 2020.

## Biographie

### Enfance et formation à Lormont
Enfant, Christophe Dugarry commence le football à l'US Lormont, le club de la commune dont le stade porte aujourd’hui son nom. Il remporte la coupe nationale minimes avec l'équipe de la ligue d'Aquitaine en 1985. Alors qu'il joue en minime deuxième année, Dugarry rejoint les Girondins de Bordeaux et débute à 17 ans en équipe première en championnat de France.

### Débuts professionnels aux Girondins (1988-1996)
Dugarry est un attaquant doué ballon au pied, bon également de la tête qui ne rechigne pas à travailler pour gagner en puissance. Avec les Girondins, il connaît la relégation en deuxième division en 1991 pour des raisons financières. Il participe également au titre de champion de France de D2 en 1992. Il devient vite titulaire et en 1994, il est appelé en équipe de France. Il parvient avec Bixente Lizarazu et Zinédine Zidane en finale de la Coupe UEFA 1996 après avoir éliminé le Milan AC lors du quart de finale retour. Battus 2-0 à l'aller à San Siro, les Girondins remportent le match retour 3-0 au Parc Lescure, dont un doublé de Dugarry, et se qualifient. Ils perdront en finale contre le Bayern Munich (0-2 et 1-3), Dugarry ne jouant que la finale retour, à la suite d'une suspension due à un carton jaune reçu lors de la demi-finale retour contre le Slavia Prague.

### Milan, Barcelone puis Marseille (1996-1999)
En 1996, à la fin d'une saison pleine, Dugarry décide de partir en Italie, pour rejoindre le Milan AC. Il espère, dans ce club prestigieux, gagner des titres et devenir un des plus grands attaquants européens.
À Milan, il dispute 21 matches de championnat et marque six buts, malgré la concurrence de George Weah et Roberto Baggio. Désireux de rejoindre l'Olympique de Marseille, l'affaire traîne en longueur et Christophe décide de signer dans la hâte au FC Barcelone. En Espagne, Louis van Gaal, qui l'avait convaincu de venir, ne le fait jouer que 10 matchs au poste de milieu défensif. Lors du mercato d'hiver, il écourte donc sa saison en Espagne pour revenir en France et rejoindre enfin l'Olympique de Marseille, en décembre 1997.
La saison suivante, 1998-1999, lui sera plus favorable. Avec Fabrizio Ravanelli, Florian Maurice, Robert Pirès, Stéphane Porato et Laurent Blanc, il fait partie des piliers de l'équipe marseillaise qui réalise sa saison la plus marquante depuis 1993. Le 30 avril 1999, Christophe Dugarry est contrôlé positif à la nandrolone. La commission antidopage ne retient pas de sanction en raison d’un vice de forme : le médecin chargé du contrôle n'était pas assermenté. L'équipe finit à la deuxième place du championnat, devancée par les Girondins de Bordeaux à la dernière journée, et atteint la finale de la Coupe UEFA.
Cependant, écopant d'une suspension de cinq matchs de Coupe d'Europe à la suite d'une bagarre générale en Italie en demi-finale retour contre le Bologne FC, il ne joue pas la finale perdue contre Parme AC (0-3).

### Retour à Bordeaux (1999-2002)
Finalement, Dugarry retrouve le club de ses débuts en 1999. Il reste trois années à Bordeaux, profitant de la confiance du public et du staff girondin pour se relancer et continuer à récolter de bons résultats avec l'équipe de France.
Apprécié des supporters girondins, il rachète une brasserie à Bordeaux nommée Le nulle part ailleurs, mais revend ses parts en 2008.
En 2002, il remporte avec Bordeaux la Coupe de la Ligue en battant le FC Lorient en finale. Pour parvenir à la finale, les Bordelais ont dû écarter le Paris Saint-Germain en demi-finale. Le score de la demi-finale fut d'un but à zéro grâce à un pénalty obtenu par Dugarry sur un tacle de Frédéric Déhu. En finale, les Girondins s'imposent 3 à 0 dont un but splendide de Pauleta en retourné acrobatique sur un centre à l'aveugle de Dugarry. Pauleta a marqué le premier et le dernier but pour Bordeaux et le second but fut marqué par Camel Meriem.

### Fin de carrière
Dugarry signe en 2003 à Birmingham City en Angleterre pour se frotter au football britannique, avant de jouer une saison au Qatar Club, où il annonce officiellement sa fin de carrière en février 2005.

### En équipe de France (1994-2002)
Christophe Dugarry compte une sélection avec la France A' en 1994-1995, dix-huit en espoirs entre 1991 et 1994, avec lesquels il inscrit sept buts, cinq en juniors A1, quatre en juniors, dix en junior B1, deux en junior B2.
Dugarry est très tôt sélectionné en équipe de France A (dès 1994). Il participe ainsi à l'Euro 96 en Angleterre. Il y inscrit un but contre la Roumanie mais se blesse en quart de finale contre les Pays-Bas.
L'équipe de France va tout de même propulser Dugarry sur le devant de la scène internationale, grâce à Aimé Jacquet qui le sélectionne pour le Mondial 1998. À l'époque, certains médias justifient la présence de Dugarry dans la liste des 22 par le simple fait qu'il soit proche de Zinédine Zidane, le numéro 10 des Bleus,. Son incorporation dans la liste fait couler beaucoup d'encre. Remplaçant lors du premier match contre l'Afrique du Sud, il entre en jeu après la blessure de Guivarc'h, manque une occasion en or puis commet une erreur grotesque dans la foulée. Mais il trouve les ressources nécessaires pour inscrire le premier but de l'aventure tricolore. Les images de sa joie après ce but restent célèbres, tirant la langue aux journalistes dans la tribune de presse coupables, selon lui, de l'avoir trop durement critiqué avant la compétition.
Le soir même, devant la caméra de Stéphane Meunier, réalisateur infiltré en 1998 il explique son geste « De la joie, et de la haine. Dans ma tête, je pense “putain, je vous ai tous niqués”. Tu les vois dans la tribune, ces putains de journalistes ».
Titularisé contre l'Arabie saoudite, il est victime d'un claquage au bout d'une demi-heure. On ne le revoit que lors de la finale où il entre à 24 minutes de la fin du match ratant notamment un face à face avec le gardien brésilien Claudio Taffarel.
Lorsqu'il devient sélectionneur, Roger Lemerre continue de faire confiance à Dugarry sur le côté gauche en raison de ses capacités techniques, son jeu de tête, sa capacité à défendre et « mouiller le maillot ». C'est ainsi qu'il remporte l'Euro 2000 durant lequel il est titulaire sur le flanc gauche et au cours duquel il marquera un but face aux Pays-Bas lors du troisième match de poule. Sans marquer, il remportera également la Coupe des confédérations 2001. Il est de toutes les victoires des Bleus, aux côtés de Zinédine Zidane, son grand ami, qu'il a connu à Bordeaux, alors qu'ils faisaient leurs débuts dans le football.

### Reconversion en commentateur sportif (depuis 2005)
En juin 2006, Christophe Dugarry commente des matches de la Coupe du monde de football sur M6 en compagnie de Christophe Josse.
Après un crochet par France Télévisions, il rejoint au début de la saison 2006-07 de L1 l'équipe des sports de Canal+ en tant que commentateur. Il participe également à l'émission Les spécialistes.
Christophe Dugarry, consultant des grandes affiches de Canal+ le dimanche soir, est élu meilleur consultant sportif télé par les internautes du site Télé 2 Semaines en 2009. Il arrive en première position chez les lecteurs du magazine et chez les joueurs professionnels sondés dans le dernier numéro (les footballeurs l'ont désigné meilleur consultant devant Franck Sauzée et Arsène Wenger). Christophe Dugarry obtient ainsi 104 voix sur 303 exprimées. Il remporte aussi le prix décerné par L'Équipe du meilleur commentateur football.
Il est depuis 2009, date de sortie de PES 2010, commentateur dans la série de jeux vidéo Pro Evolution Soccer aux côtés de Grégoire Margotton.
En 2009 et 2010, il reçoit le Mag d'Or du meilleur consultant football décerné par L'Équipe magazine,.
En novembre 2011, il crée la controverse en s'interrogeant sur la gestion de son ancien club, les Girondins de Bordeaux et en s'opposant verbalement avec le président des Girondins, Jean-Louis Triaud. Il déclare notamment qu'en cas de départ du président des Girondins, il prendrait ses responsabilités au sein de son club de cœur. Après la saison 2015-2016 désastreuse des Girondins, il réitère ces critiques envers les dirigeants bordelais.
En avril 2012, il reçoit la « Lucarne d'or » du meilleur binôme de commentateurs de football pour son duo avec Grégoire Margotton.
En juin 2016, il annonce qu'il quitte Canal+. Il rejoint RMC pour animer l'émission Team Duga du lundi au jeudi et participer au Vestiaire sur SFR Sport 1. Il annonce quitter RMC et vouloir prendre du recul dans les médias en juillet 2020.
Après la coupe du monde de football 2022, Dugarry réclame le remplacement de Didier Deschamps, qui est à la tête de l'équipe de France, par Zinédine Zidane.
En mars 2023, Christophe Dugarry fait son retour sur RMC dans l'émission de Jérôme Rothen, Rothen s'enflamme.
Le 15 mars 2024, M6 annonce le retour de Christophe Dugarry comme consultant pour l'Euro 2024. Il commentera 13 matchs de la compétition, dont la finale, avec Xavier Domergue.

## Style de jeu
Selon son coéquipier Lilian Thuram, quand Christophe Dugarry était jeune, il avait le même niveau technique que Zinédine Zidane. Ce dernier le prend d'ailleurs comme exemple en tant que grand joueur doté d'un très bon jeu de tête aux côtés du Chilien Iván Zamorano.
Christophe Dugarry possède une bonne panoplie technique, doué ballon au pied. Aidé par sa taille (1,88 m), il possède aussi un jeu de tête déterminant. Altruiste, Dugarry se fond dans n'importe quel système tactique. En revanche, il a souffert, tout au long de sa carrière, d'un manque de constance et d'efficacité devant le but comme l'attestent ses statistiques et qui lui ont valu le surnom de Christophe « Dugachy » .

## Statistiques individuelles

### Générales par saison
Le tableau ci-dessous résume les statistiques en match officiel de Christophe Dugarry durant sa carrière de joueur professionnel,,.
| Saison                | Club                   | Championnat           | Championnat | Championnat | Championnat | Coupe nationale | Coupe nationale | Coupe nationale | Coupe de la Ligue | Coupe de la Ligue | Coupe de la Ligue | Supercoupe | Supercoupe | Supercoupe | Compétition(s) continentale(s) | Compétition(s) continentale(s) | Compétition(s) continentale(s) | Compétition(s) continentale(s) | France | France | France | Total | Total | Total |
| Saison                | Club                   | Division              | M.          | B.          | P.d.        | M.              | B.              | P.d.            | M.                | B.                | P.d.              | M.         | B.         | P.d.       | Comp.                          | M.                             | B.                             | P.d.                           | M.     | B.     | P.d.   | M.    | B.    | P.d.  |
| 1988-1989             | Girondins de Bordeaux  | Division 1            | 2           | 0           | 0           | -               | -               | -               | -                 | -                 | -                 | -          | -          | -          | -                              | -                              | -                              | -                              | -      | -      | -      | 2     | 0     | 0     |
| 1989-1990             | Girondins de Bordeaux  | Division 1            | 0           | 0           | 0           | -               | -               | -               | -                 | -                 | -                 | -          | -          | -          | -                              | -                              | -                              | -                              | -      | -      | -      | 0     | 0     | 0     |
| 1990-1991             | Girondins de Bordeaux  | Division 1            | 32          | 3           | 0           | 1               | 0               | -               | -                 | -                 | -                 | -          | -          | -          | C3                             | 5                              | 1                              | 0                              | -      | -      | -      | 38    | 4     | 0     |
| 1991-1992             | Girondins de Bordeaux  | Division 2            | 27          | 4           | 0           | 5               | 1               | -               | -                 | -                 | -                 | -          | -          | -          | -                              | -                              | -                              | -                              | -      | -      | -      | 32    | 5     | 0     |
| 1992-1993             | Girondins de Bordeaux  | Division 1            | 35          | 6           | 2           | 3               | 0               | -               | -                 | -                 | -                 | -          | -          | -          | -                              | -                              | -                              | -                              | -      | -      | -      | 38    | 6     | 2     |
| 1993-1994             | Girondins de Bordeaux  | Division 1            | 35          | 8           | 5           | 3               | 1               | -               | -                 | -                 | -                 | -          | -          | -          | C3                             | 5                              | 1                              | 0                              | 1      | 0      | 1      | 44    | 10    | 6     |
| 1994-1995             | Girondins de Bordeaux  | Division 1            | 32          | 9           | 13          | 2               | 0               | -               | 1                 | 1                 | 0                 | -          | -          | -          | C3                             | 4                              | 1                              | 1                              | 4      | 0      | 0      | 43    | 11    | 14    |
| 1995-1996             | Girondins de Bordeaux  | Division 1            | 24          | 4           | 2           | -               | -               | -               | -                 | -                 | -                 | -          | -          | -          | CI+C3                          | 5+8                            | 1+4                            | 3+1                            | 10     | 2      | 0      | 47    | 11    | 6     |
| Sous-total            | Sous-total             | Sous-total            | 187         | 34          | 22          | 14              | 2               | -               | 1                 | 1                 | 0                 | -          | -          | -          | -                              | 27                             | 8                              | 5                              | 15     | 2      | 1      | 244   | 47    | 28    |
| 1996-1997             | AC Milan               | Serie A               | 21          | 5           | 0           | 2               | 0               | -               | -                 | -                 | -                 | -          | -          | -          | C1                             | 3                              | 1                              | 0                              | 5      | 0      | 2      | 31    | 6     | 2     |
| 1997-1998             | FC Barcelone           | Liga                  | 7           | 0           | 0           | -               | -               | -               | -                 | -                 | -                 | 2          | 0          | -          | C1                             | 4                              | 0                              | 0                              | -      | -      | -      | 13    | 0     | 0     |
| 1997-1998             | Olympique de Marseille | Division 1            | 9           | 1           | 0           | 4               | 0               | -               | -                 | -                 | -                 | -          | -          | -          | -                              | -                              | -                              | -                              | 7      | 1      | 0      | 20    | 2     | 0     |
| 1998-1999             | Olympique de Marseille | Division 1            | 28          | 4           | 4           | 2               | 0               | -               | 1                 | 1                 | 0                 | -          | -          | -          | C3                             | 10                             | 3                              | 2                              | 8      | 2      | 1      | 49    | 10    | 7     |
| 1999-2000             | Olympique de Marseille | Division 1            | 15          | 3           | 1           | -               | -               | -               | -                 | -                 | -                 | -          | -          | -          | C1                             | 4                              | 2                              | 1                              | -      | -      | -      | 19    | 5     | 2     |
| Sous-total            | Sous-total             | Sous-total            | 52          | 8           | 5           | 6               | 0               | -               | 1                 | 1                 | 0                 | -          | -          | -          | -                              | 14                             | 5                              | 3                              | 15     | 3      | 1      | 88    | 17    | 9     |
| 1999-2000             | Girondins de Bordeaux  | Division 1            | 12          | 3           | 0           | 5               | 2               | 3               | 2                 | 0                 | 0                 | -          | -          | -          | -                              | -                              | -                              | -                              | 8      | 2      | 0      | 27    | 7     | 3     |
| 2000-2001             | Girondins de Bordeaux  | Division 1            | 22          | 5           | 4           | 2               | 1               | 0               | 2                 | 0                 | 0                 | -          | -          | -          | C3                             | 6                              | 2                              | 0                              | 5      | 0      | 1      | 37    | 8     | 5     |
| 2001-2002             | Girondins de Bordeaux  | Division 1            | 18          | 1           | 2           | 1               | 0               | 0               | 3                 | 0                 | 2                 | -          | -          | -          | C3                             | 4                              | 3                              | 1                              | 7      | 1      | 1      | 33    | 5     | 6     |
| 2002-2003             | Girondins de Bordeaux  | Division 1            | 13          | 0           | 1           | -               | -               | -               | -                 | -                 | -                 | -          | -          | -          | C3                             | 5                              | 1                              | 1                              | -      | -      | -      | 18    | 1     | 2     |
| Sous-total            | Sous-total             | Sous-total            | 65          | 9           | 7           | 8               | 3               | 3               | 7                 | 0                 | 2                 | -          | -          | -          | -                              | 15                             | 6                              | 2                              | 20     | 3      | 2      | 115   | 21    | 16    |
| 2002-2003             | Birmingham City        | Premier League        | 16          | 5           | 2           | -               | -               | -               | -                 | -                 | -                 | -          | -          | -          | -                              | -                              | -                              | -                              | -      | -      | -      | 16    | 5     | 2     |
| 2003-2004             | Birmingham City        | Premier League        | 14          | 1           | 0           | 1               | 0               | 0               | -                 | -                 | -                 | -          | -          | -          | -                              | -                              | -                              | -                              | -      | -      | -      | 15    | 1     | 0     |
| Sous-total            | Sous-total             | Sous-total            | 30          | 6           | 2           | 1               | 0               | 0               | -                 | -                 | -                 | -          | -          | -          | -                              | -                              | -                              | -                              | -      | -      | -      | 31    | 6     | 2     |
| 2004-2005             | Qatar SC               | Stars League          | 30          | 1           | 0           | -               | -               | -               | -                 | -                 | -                 | -          | -          | -          | -                              | -                              | -                              | -                              | -      | -      | -      | 30    | 1     | 0     |
| Total sur la carrière | Total sur la carrière  | Total sur la carrière | 392         | 63          | 36          | 31              | 5               | 3               | 9                 | 2                 | 2                 | 2          | 0          | -          | -                              | 63                             | 20                             | 10                             | 55     | 8      | 6      | 552   | 98    | 57    |

### Buts internationaux
| Buts internationaux de Christophe Dugarry | Buts internationaux de Christophe Dugarry                                                           | Buts internationaux de Christophe Dugarry                                                           | Buts internationaux de Christophe Dugarry                                                           | Buts internationaux de Christophe Dugarry                                                           | Buts internationaux de Christophe Dugarry                                                           | Buts internationaux de Christophe Dugarry                                                           | Buts internationaux de Christophe Dugarry                                                           | Buts internationaux de Christophe Dugarry                                                           | Buts internationaux de Christophe Dugarry                                                           |
| #                                         | Date                                                                                                | Lieu                                                                                                | Compétition                                                                                         | Résultat                                                                                            | Adversaire                                                                                          | Détails                                                                                             | Détails                                                                                             | Détails                                                                                             | Sél.                                                                                                |
| ----------------------------------------- | --------------------------------------------------------------------------------------------------- | --------------------------------------------------------------------------------------------------- | --------------------------------------------------------------------------------------------------- | --------------------------------------------------------------------------------------------------- | --------------------------------------------------------------------------------------------------- | --------------------------------------------------------------------------------------------------- | --------------------------------------------------------------------------------------------------- | --------------------------------------------------------------------------------------------------- | --------------------------------------------------------------------------------------------------- |
| 1er                                       | 6 septembre 1995                                                                                    | Stade de l'Abbé-Deschamps, Auxerre, France                                                          | Éliminatoires de l'Euro 1996                                                                        | V 10 - 0                                                                                            | Azerbaïdjan                                                                                         | 66e                                                                                                 | de la tête                                                                                          | 6-0                                                                                                 | 7e                                                                                                  |
| 2e                                        | 10 juin 1996                                                                                        | St James' Park, Newcastle, Angleterre                                                               | Premier tour de l'Euro 1996                                                                         | V 1 - 0                                                                                             | Roumanie                                                                                            | 24e                                                                                                 | de la tête                                                                                          | 1-0                                                                                                 | 12e                                                                                                 |
| 3e                                        | 12 juin 1998                                                                                        | Stade Vélodrome, Marseille, France                                                                  | Premier tour de la Coupe du monde 1998                                                              | V 3 - 0                                                                                             | Afrique du Sud                                                                                      | 35e                                                                                                 | de la tête                                                                                          | 1-0                                                                                                 | 25e                                                                                                 |
| 4e                                        | 5 septembre 1998                                                                                    | Laugardalsvöllur, Reykjavik, Islande                                                                | Éliminatoires de l'Euro 2000                                                                        | N 1 - 1                                                                                             | Islande                                                                                             | 36e                                                                                                 | du pied droit                                                                                       | 1-1                                                                                                 | 28e                                                                                                 |
| 5e                                        | 31 mars 1999                                                                                        | Stade de France, Saint-Denis, France                                                                | Éliminatoires de l'Euro 2000                                                                        | V 2 - 0                                                                                             | Arménie                                                                                             | 45+2e                                                                                               | de la tête                                                                                          | 2-0                                                                                                 | 33e                                                                                                 |
| 6e                                        | 6 juin 2000                                                                                         | Stade Mohammed-V, Casablanca, Maroc                                                                 | Tournoi Hassan II 2000                                                                              | V 5 - 1                                                                                             | Maroc                                                                                               | 79e                                                                                                 | du pied droit                                                                                       | 3-1                                                                                                 | 39e                                                                                                 |
| 7e                                        | 21 juin 2000                                                                                        | Amsterdam ArenA, Amsterdam, Pays-Bas                                                                | Premier tour de l'Euro 2000                                                                         | D 2 - 3                                                                                             | Pays-Bas                                                                                            | 8e                                                                                                  | de la tête                                                                                          | 1-0                                                                                                 | 41e                                                                                                 |
| 8e                                        | 26 mai 2002                                                                                         | Big Bird Stadium, Suwon, Corée du Sud                                                               | Match amical                                                                                        | V 3 - 2                                                                                             | Corée du Sud                                                                                        | 53e                                                                                                 | de la tête                                                                                          | 2-2                                                                                                 | 52e                                                                                                 |
| Total                                     | 8 buts (2 du pied droit et 6 de la tête), en 55 sélections entre le 25 mai 1994 et le 11 juin 2002. | 8 buts (2 du pied droit et 6 de la tête), en 55 sélections entre le 25 mai 1994 et le 11 juin 2002. | 8 buts (2 du pied droit et 6 de la tête), en 55 sélections entre le 25 mai 1994 et le 11 juin 2002. | 8 buts (2 du pied droit et 6 de la tête), en 55 sélections entre le 25 mai 1994 et le 11 juin 2002. | 8 buts (2 du pied droit et 6 de la tête), en 55 sélections entre le 25 mai 1994 et le 11 juin 2002. | 8 buts (2 du pied droit et 6 de la tête), en 55 sélections entre le 25 mai 1994 et le 11 juin 2002. | 8 buts (2 du pied droit et 6 de la tête), en 55 sélections entre le 25 mai 1994 et le 11 juin 2002. | 8 buts (2 du pied droit et 6 de la tête), en 55 sélections entre le 25 mai 1994 et le 11 juin 2002. | 8 buts (2 du pied droit et 6 de la tête), en 55 sélections entre le 25 mai 1994 et le 11 juin 2002. |

### Matchs internationaux
| Matchs internationaux de Christophe Dugarry | Matchs internationaux de Christophe Dugarry | Matchs internationaux de Christophe Dugarry     | Matchs internationaux de Christophe Dugarry | Matchs internationaux de Christophe Dugarry | Matchs internationaux de Christophe Dugarry      | Matchs internationaux de Christophe Dugarry                                 |
| #                                           | Date                                        | Lieu                                            | Adversaire                                  | Résultat                                    | Compétition                                      | Notes                                                                       |
| ------------------------------------------- | ------------------------------------------- | ----------------------------------------------- | ------------------------------------------- | ------------------------------------------- | ------------------------------------------------ | --------------------------------------------------------------------------- |
| 1                                           | 25 mai 1994                                 | Stade du Mémorial de l'Universiade, Kobé, Japon | Australie                                   | V 1 - 0                                     | Match amical                                     | Titulaire, remplacé par Corentin Martins à la 74e minute.                   |
| 2                                           | 17 août 1994                                | Parc Lescure, Bordeaux, France                  | Tchéquie                                    | N 2 - 2                                     | Match amical                                     | Titulaire, remplacé par Patrice Loko à la 77e minute.                       |
| 3                                           | 7 septembre 1994                            | Tehelné pole, Bratislava, Slovaquie             | Slovaquie                                   | N 0 - 0                                     | Éliminatoires de l'Euro 1996                     | Entre en jeu à la place de Reynald Pedros à la 64e minute.                  |
| 4                                           | 8 octobre 1994                              | Stade Geoffroy-Guichard, Saint-Étienne, France  | Roumanie                                    | N 0 - 0                                     | Éliminatoires de l'Euro 1996                     | Entre en jeu à la place de Patrice Loko à la 83e minute.                    |
| 5                                           | 16 novembre 1994                            | Stade Górnik, Zabrze, Pologne                   | Pologne                                     | N 0 - 0                                     | Éliminatoires de l'Euro 1996                     | Entre en jeu à la place de Nicolas Ouédec à la 77e minute.                  |
| 6                                           | 16 août 1995                                | Parc des Princes, Paris, France                 | Pologne                                     | N 1 - 1                                     | Éliminatoires de l'Euro 1996                     | Titulaire.                                                                  |
| 7                                           | 6 septembre 1995                            | Stade de l'Abbé-Deschamps, Auxerre, France      | Azerbaïdjan                                 | V 10 - 0                                    | Éliminatoires de l'Euro 1996                     | Titulaire et buteur, remplacé par Christophe Cocard à la 70e minute.        |
| 8                                           | 11 octobre 1995                             | Stade Steaua, Bucarest, Roumanie                | Roumanie                                    | V 3 - 1                                     | Éliminatoires de l'Euro 1996                     | Titulaire, remplacé par Mickaël Madar à la 63e minute.                      |
| 9                                           | 27 mars 1996                                | Stade Roi Baudouin, Bruxelles, Belgique         | Belgique                                    | V 2 - 0                                     | Match amical                                     | Titulaire, remplacé par Cyrille Pouget à la 82e minute.                     |
| 10                                          | 29 mai 1996                                 | Stade de la Meinau, Strasbourg, France          | Finlande                                    | V 2 - 0                                     | Match amical                                     | Entre en jeu à la place de Patrice Loko à la 46e minute.                    |
| 11                                          | 1er juin 1996                               | Gottlieb-Daimler-Stadion, Stuttgart, Allemagne  | Allemagne                                   | V 1 - 0                                     | Match amical                                     | Titulaire, remplacé par Reynald Pedros à la 73e minute.                     |
| 12                                          | 10 juin 1996                                | St James' Park, Newcastle, Angleterre           | Roumanie                                    | V 1 - 0                                     | Premier tour de l'Euro 1996                      | Titulaire et buteur, remplacé par Patrice Loko à la 77e minute.             |
| 13                                          | 15 juin 1996                                | Elland Road, Leeds, Angleterre                  | Espagne                                     | N 1 - 1                                     | Premier tour de l'Euro 1996                      | Entre en jeu à la place de Patrice Loko à la 74e minute.                    |
| 14                                          | 18 juin 1996                                | St James' Park, Newcastle, Angleterre           | Bulgarie                                    | V 3 - 1                                     | Premier tour de l'Euro 1996                      | Titulaire, remplacé par Patrice Loko à la 70e minute.                       |
| 15                                          | 22 juin 1996                                | Anfield, Liverpool, Angleterre                  | Pays-Bas                                    | N 0 - 0 5-4 t.a.b                           | Quart de finale de l'Euro 1996                   | Entre en jeu à la place de Patrice Loko à la 62e minute.                    |
| 16                                          | 22 janvier 1997                             | Estádio 1.º de Maio (pt), Braga, Portugal       | Portugal                                    | V 2 - 0                                     | Match amical                                     | Titulaire, remplacé par Patrice Loko à la 78e minute.                       |
| 17                                          | 26 février 1997                             | Parc des Princes, Paris, France                 | Pays-Bas                                    | V 2 - 1                                     | Match amical                                     | Titulaire.                                                                  |
| 18                                          | 2 avril 1997                                | Parc des Princes, Paris, France                 | Suède                                       | V 1 - 0                                     | Match amical                                     | Titulaire, remplacé par Patrice Loko à la 56e minute.                       |
| 19                                          | 7 juin 1997                                 | Stade de la Mosson, Montpellier, France         | Angleterre                                  | D 0 - 1                                     | Tournoi de France 1997                           | Titulaire, remplacé par Zinédine Zidane à la 76e minute.                    |
| 20                                          | 11 juin 1997                                | Parc des Princes, Paris, France                 | Italie                                      | N 2 - 2                                     | Tournoi de France 1997                           | Titulaire.                                                                  |
| 21                                          | 22 avril 1998                               | Stade Råsunda, Stockholm, Suède                 | Suède                                       | N 0 - 0                                     | Match amical                                     | Titulaire, remplacé par Youri Djorkaeff à la 46e minute.                    |
| 22                                          | 27 mai 1998                                 | Stade Mohammed-V, Casablanca, Maroc             | Belgique                                    | V 1 - 0                                     | Tournoi Hassan II 1998                           | Entre en jeu à la place de Youri Djorkaeff à la 46e minute.                 |
| 23                                          | 29 mai 1998                                 | Stade Mohammed-V, Casablanca, Maroc             | Maroc                                       | N 2 - 2 5-6 t.a.b                           | Tournoi Hassan II 1998                           | Titulaire, remplacé par David Trezeguet à la 69e minute.                    |
| 24                                          | 5 juin 1998                                 | Olympiastadion, Helsinki, Finlande              | Finlande                                    | V 1 - 0                                     | Match amical                                     | Titulaire, remplacé par Bernard Diomède à la 77e minute.                    |
| 25                                          | 12 juin 1998                                | Stade Vélodrome, Marseille, France              | Afrique du Sud                              | V 3 - 0                                     | Premier tour de la Coupe du monde 1998           | Entre en jeu à la place de Stéphane Guivarc'h à la 26e minute, puis buteur. |
| 26                                          | 18 juin 1998                                | Stade de France, Saint-Denis, France            | Arabie saoudite                             | V 4 - 0                                     | Premier tour de la Coupe du monde 1998           | Titulaire, remplacé par David Trezeguet à la 29e minute.                    |
| 27                                          | 12 juillet 1998                             | Stade de France, Saint-Denis, France            | Brésil                                      | V 3 - 0                                     | Finale de la Coupe du monde 1998                 | Entre en jeu à la place de Stéphane Guivarc'h à la 66e minute.              |
| 28                                          | 5 septembre 1998                            | Laugardalsvöllur, Reykjavik, Islande            | Islande                                     | N 1 - 1                                     | Éliminatoires de l'Euro 2000                     | Titulaire et buteur, remplacé par Thierry Henry à la 68e minute.            |
| 29                                          | 14 octobre 1998                             | Stade de France, Saint-Denis, France            | Andorre                                     | V 2 - 0                                     | Éliminatoires de l'Euro 2000                     | Titulaire, remplacé par Nicolas Anelka à la 69e minute.                     |
| 30                                          | 20 janvier 1999                             | Stade Vélodrome, Marseille, France              | Maroc                                       | V 1 - 0                                     | Match amical                                     | Titulaire, remplacé par Robert Pirès à la 46e minute.                       |
| 31                                          | 10 février 1999                             | Stade de Wembley, Londres, Angleterre           | Angleterre                                  | V 2 - 0                                     | Match amical                                     | Entre en jeu à la place de Robert Pirès à la 46e minute.                    |
| 32                                          | 27 mars 1999                                | Stade de France, Saint-Denis, France            | Ukraine                                     | N 0 - 0                                     | Éliminatoires de l'Euro 2000                     | Titulaire, remplacé par Sylvain Wiltord à la 69e minute.                    |
| 33                                          | 31 mars 1999                                | Stade de France, Saint-Denis, France            | Arménie                                     | V 2 - 0                                     | Éliminatoires de l'Euro 2000                     | Titulaire et buteur, remplacé par David Trezeguet à la 46e minute.          |
| 34                                          | 5 juin 1999                                 | Stade de France, Saint-Denis, France            | Russie                                      | D 2 - 3                                     | Éliminatoires de l'Euro 2000                     | Titulaire, remplacé par Patrick Vieira à la 59e minute.                     |
| 35                                          | 9 juin 1999                                 | Stade de Montjuïc, Barcelone, Espagne           | Andorre                                     | V 1 - 0                                     | Éliminatoires de l'Euro 2000                     | Titulaire, expulsé à la 25e minute.                                         |
| 36                                          | 29 mars 2000                                | Hampden Park, Glasgow, Écosse                   | Écosse                                      | V 2 - 0                                     | Match amical                                     | Titulaire, remplacé par Robert Pirès à la 73e minute.                       |
| 37                                          | 26 avril 2000                               | Stade de France, Saint-Denis, France            | Slovénie                                    | V 3 - 2                                     | Match amical                                     | Titulaire, remplacé par David Trezeguet à la 46e minute.                    |
| 38                                          | 4 juin 2000                                 | Stade Mohammed-V, Casablanca, Maroc             | Japon                                       | N 2 - 2 4-2 t.a.b                           | Tournoi Hassan II 2000                           | Entre en jeu à la place de Sylvain Wiltord à la 46e minute.                 |
| 39                                          | 6 juin 2000                                 | Stade Mohammed-V, Casablanca, Maroc             | Maroc                                       | V 5 - 1                                     | Tournoi Hassan II 2000                           | Titulaire et buteur, remplacé par Sylvain Wiltord à la 87e minute.          |
| 40                                          | 16 juin 2000                                | Stade Jan-Breydel, Bruges, Belgique             | Tchéquie                                    | V 2 - 1                                     | Premier tour de l'Euro 2000                      | Entre en jeu à la place de Nicolas Anelka à la 55e minute.                  |
| 41                                          | 21 juin 2000                                | Amsterdam ArenA, Amsterdam, Pays-Bas            | Pays-Bas                                    | D 2 - 3                                     | Premier tour de l'Euro 2000                      | Titulaire et buteur, remplacé par Youri Djorkaeff à la 68e minute.          |
| 42                                          | 25 juin 2000                                | Stade Jan-Breydel, Bruges, Belgique             | Espagne                                     | V 2 - 1                                     | Quart de finale de l'Euro 2000                   | Titulaire.                                                                  |
| 43                                          | 2 juillet 2000                              | Stade de Feyenoord, Rotterdam, Pays-Bas         | Italie                                      | V 2 - 1 b.e.o                               | Finale de l'Euro 2000                            | Titulaire, remplacé par Sylvain Wiltord à la 58e minute.                    |
| 44                                          | 16 août 2000                                | Stade Vélodrome, Marseille, France              | Sélection FIFA                              | V 5 - 1                                     | Match amical                                     | Titulaire.                                                                  |
| 45                                          | 27 février 2001                             | Stade de France, Saint-Denis, France            | Allemagne                                   | V 1 - 0                                     | Match amical                                     | Titulaire.                                                                  |
| 46                                          | 24 mars 2001                                | Stade de France, Saint-Denis, France            | Japon                                       | V 5 - 0                                     | Match amical                                     | Titulaire, remplacé par Sylvain Wiltord à la 53e minute.                    |
| 47                                          | 28 mars 2001                                | Stade de Mestalla, Valence, Espagne             | Espagne                                     | D 1 - 2                                     | Match amical                                     | Titulaire, remplacé par Sylvain Wiltord à la 45e minute.                    |
| 48                                          | 30 mai 2001                                 | Stade de Daegu, Daegu, Corée du Sud             | Corée du Sud                                | V 5 - 0                                     | Premier tour de la Coupe des confédérations 2001 | Titulaire.                                                                  |
| 49                                          | 11 novembre 2001                            | Cricket Ground, Melbourne, Australie            | Australie                                   | N 1 - 1                                     | Match amical                                     | Titulaire, remplacé par Sylvain Wiltord à la 58e minute.                    |
| 50                                          | 13 février 2002                             | Stade de France, Saint-Denis, France            | Roumanie                                    | V 2 - 1                                     | Match amical                                     | Titulaire, remplacé par Sylvain Wiltord à la 59e minute.                    |
| 51                                          | 18 mai 2002                                 | Stade de France, Saint-Denis, France            | Belgique                                    | D 1 - 2                                     | Match amical                                     | Titulaire.                                                                  |
| 52                                          | 26 mai 2002                                 | Big Bird Stadium, Suwon, Corée du Sud           | Corée du Sud                                | V 3 - 2                                     | Match amical                                     | Entre en jeu à la place de Thierry Henry à la 46e minute, puis buteur.      |
| 53                                          | 31 mai 2002                                 | Seoul World Cup Stadium, Séoul, Corée du Sud    | Sénégal                                     | D 0 - 1                                     | Premier tour de la Coupe du monde 2002           | Entre en jeu à la place de Youri Djorkaeff à la 60e minute.                 |
| 54                                          | 6 juin 2002                                 | Stade Asiade de Busan, Pusan, Corée du Sud      | Uruguay                                     | N 0 - 0                                     | Premier tour de la Coupe du monde 2002           | Entre en jeu à la place de Sylvain Wiltord à la 93e minute.                 |
| 55                                          | 11 juin 2002                                | Stade Munhak d'Incheon, Incheon, Corée du Sud   | Danemark                                    | D 0 - 2                                     | Premier tour de la Coupe du monde 2002           | Titulaire, remplacé par Djibril Cissé à la 54e minute.                      |

## Palmarès

### En club
- Girondins de Bordeaux :
  - Champion de Division 2 en 1992.
  - Vainqueur de la Coupe de la Ligue en 2002.
  - Vainqueur de la Coupe Intertoto en 1995.
  - Finaliste de la Coupe UEFA en 1996.
- FC Barcelone :

- - Finaliste de la Supercoupe d'Espagne en 1997.
- Olympique de Marseille :
  - Vice-champion de Ligue 1 en 1999.
  - Finaliste de la Coupe UEFA en 1999.

### En sélection
- France :
  - Vainqueur de la Coupe du Monde en 1998.
  - Vainqueur du Championnat d'Europe des Nations en 2000.
  - Vainqueur de la Coupe des Confédérations en 2001

## Distinctions personnelles et records
- Meilleur passeur du championnat de France en 1995 avec les Girondins de Bordeaux
- Joueur du mois en avril 2000 avec les Girondins de Bordeaux
- Membre de l'équipe européenne de l'année France Football avec l'équipe de France en 1998 et en 2000
- Membre de l'équipe de l'année World Soccer Awards avec l'équipe de France en 2000
- Trophée d'honneur UNFP avec l'équipe de France de 1998 en 2008
- Trophée d'honneur UNFP avec l'équipe de France de 2000 en 2016
- Chevalier de la Légion d'honneur nommé en 1998